# Фармінгтон (Іллінойс)
Фармінгтон (англ. Farmington) — місто (англ. city) в США, в окрузі Фултон штату Іллінойс. Населення — 2389 осіб (2020).

## Географія
Фармінгтон розташований за координатами 40°41′50″ пн. ш. 90°0′12″ зх. д. / 40.69722° пн. ш. 90.00333° зх. д. (40.697161, -90.003286).  За даними Бюро перепису населення США в 2010 році місто мало площу 3,74 км², уся площа — суходіл.

## Демографія
Згідно з переписом 2010 року, у місті мешкало 2448 осіб у 994 домогосподарствах у складі 661 родини. Густота населення становила 654 особи/км².  Було 1098 помешкань (293/км²).
Расовий склад населення:
| - 97,7 % — білих - 0,4 % — корінних американців - 0,4 % — чорних або афроамериканців - 0,2 % — азіатів |

До двох чи більше рас належало 1,1 %. Частка іспаномовних становила 0,9 % від усіх жителів.
За віковим діапазоном населення розподілялося таким чином: 26,7 % — особи молодші 18 років, 57,5 % — особи у віці 18—64 років, 15,8 % — особи у віці 65 років та старші. Медіана віку мешканця становила 38,1 року. На 100 осіб жіночої статі у місті припадало 91,5 чоловіків;  на 100 жінок у віці від 18 років та старших — 88,0 чоловіків також старших 18 років.
Середній дохід на одне домашнє господарство  становив 54 589 доларів США (медіана — 52 674), а середній дохід на одну сім'ю — 58 630 доларів (медіана — 60 357). Медіана доходів становила 38 438 доларів для чоловіків та 37 813 долари для жінок. За межею бідності перебувало 13,6 % осіб, у тому числі 19,5 % дітей у віці до 18 років та 2,1 % осіб у віці 65 років та старших.
Цивільне працевлаштоване населення становило 1124 особи. Основні галузі зайнятості: освіта, охорона здоров'я та соціальна допомога — 27,0 %, виробництво — 20,9 %, роздрібна торгівля — 9,6 %, мистецтво, розваги та відпочинок — 6,6 %.